# Isaac Werneck da Silva Santos
Isaac Werneck da Silva Santos (Valença, 25 de dezembro de 1880 – Rio de Janeiro, 24 de março de 1931) foi um farmacêutico brasileiro.
Foi eleito membro da Academia Nacional de Medicina em 1905.